# Melamina
Melamina (cyjanuramid, 2,4,6-triamino-1,3,5-triazyna) – aromatyczny związek chemiczny z grupy amin, pochodna triazyny, trimer cyjanamidu. 
Jest bezbarwną substancją krystaliczną. Ma postać białego proszku, jest trudno palna, odporna na działanie wody, temperatury i światła.  Ma wysoką twardość powierzchni, nie występują w niej prądy błądzące.

## Otrzymywanie
Została otrzymana po raz pierwszy przez Justusa von Liebiga w 1834 r. w reakcji tiocyjanianu potasu (KSCN) z salmiakiem (NH4Cl).
Na skalę laboratoryjną można ją otrzymać w procesie trimeryzacji cyjanamidu:
3H2N−C≡N → C3N3(NH2)3
W reakcji powstaje najpierw dimer cyjanamidu, dicyjanodiamid (2-cyjanoguanidyna; (NH2)2C=N−C≡N).
Na skalę przemysłową do lat 60. XX w. melamina produkowana była z dicyjanodiamidu:
3(NH2)2C=N−C≡N _400 °C, 100 atm_͕ C3N3(NH2)3
Obecnie uzyskiwana jest prawie wyłącznie z mocznika:
6(NH2)2C=O _390–410 °C_͕ C3N3(NH2)3↑ + 6NH3↑ + 3CO2↑
Proces prowadzi się albo pod wysokim ciśnieniem (>70 atm) albo w obecności katalizatora (typu Al2O3 lub SiO2). W procesie wysokociśnieniowym reakcja przebiega poprzez kwas cyjanowy H−O−C≡N i jego trimer, kwas cyjanurowy (NCOH)3, a w procesie katalitycznym poprzez kwas izocyjanowy, H−N=C=O. Melamina opuszcza reaktor w fazie gazowej i jest następnie oddzielana od pozostałych związków poprzez schłodzenie.

## Zastosowanie
Surowiec ten stosowany jest do wyrobu żywic melaminowych, używanych do produkcji laminatów dekoracyjnych, płyt drewnopochodnych, klejów, farb i lakierów. Wykorzystywany jest również w przemyśle motoryzacyjnym, włókienniczym i papierniczym, a także przy produkcji tworzyw dla przemysłu elektrotechnicznego i wytwarzaniu przedmiotów gospodarstwa domowego.

## Transport i przechowywanie
Melaminę przewozi się krytymi środkami transportu, szczególną uwagę zwracając na ochronę przed zawilgoceniem. Melaminę luzem przewozi się specjalnymi silo-cysternami służącymi do przewozu produktów sypkich. Przechowuje się ją w krytych pomieszczeniach.

## Produkcja w Polsce i na świecie
W 2014 roku światowa produkcja melaminy kształtowała się na poziomie ok. 1400 tys. ton/rok i skoncentrowana była głównie na kontynencie azjatyckim. W związku z intensywnym wzrostem zapotrzebowania na rynku chińskim, państwo to w ciągu kilku lat zwiększyło swoje zdolności produkcyjne i osiągnęło 40% całej światowej produkcji.
Jedynym w Polsce producentem melaminy jest Grupa Azoty Zakłady Azotowe „Puławy”. Zakłady plasują się w czołówce światowej (3. miejsce na świecie) pod względem wielkości mocy produkcyjnych (96 tys. t/r). Około 30% puławskiej melaminy trafia na rynek krajowy, natomiast reszta jest eksportowana do krajów europejskich. W 2013 r. ceny melaminy kształtowały się średnio na poziomie 1300 EUR/tona.

## Kontrowersje
Ze względu na wysoką zawartość azotu bywa stosowana do uzyskania fałszywie wysokiej zawartości białka w analizach pasz dla zwierząt oraz produktów spożywczych produkowanych poniżej norm. W 2008 r. w Chinach doszło do masowych zatruć dzieci, spowodowanych melaminą dodawaną do mleka w proszku. Po tym wydarzeniu Polska zdecydowała się na ścisłe kontrole, wykluczające obecność w polskich sklepach produktów zagrażających zdrowiu.